# NGC 194

NGC 194

 إن جي سي 194 أو NGC 194 هي مجرة في كوكبة الحوت اكتشفت في 25 ديسمبر 1790.

## روابط خارجية
- NGC 194 على موقع ويكي سكاي: DSS2, SDSS, GALEX, IRAS, Hydrogen α, X-Ray, Astrophoto, Sky Map, Articles and images